# Distrito de Tripura meridional
Tripura meridional (en bengalí: দক্ষিণ ত্রিপুরা জেলা) es un distrito de la India en el estado de Tripura. Código ISO: IN.TR.ST.
Comprende una superficie de 2152 km².
El centro administrativo es la ciudad de Tripura. Dentro del distrito se encuentra la localidad de Amarpur.

## Demografía
Según censo 2011 contaba con una población total de 875144 habitantes, de los cuales 428020 eran mujeres y 447124 varones.